# Orthotomus chloronotus
El sastrecillo de Ogilvie-Grant (Orthotomus chloronotus) es una especie de ave paseriforme de la familia Cisticolidae endémica del norte de Filipinas.

## Distribución y hábitat
Se encuentra únicamente en la isla de Luzón. Su hábitat natural son los bosques húmedos tropicales.